# Khotokha-Tal
Das Khotokha-Tal (bhutanisch ཁོ་ཐང་ཁ།) ist ein Bergtal in Bhutan, dessen zentral gelegenes Feuchtgebiet am 7. Mai 2012 als Ramsar-Gebiet ausgewiesen wurde.

## Geographie

### Lage
Das Khotokha-Feuchtgebiet liegt in einem U-förmigen Tal auf einer Höhe zwischen 2500 und 2700 Metern im Distrikt Wangdue Phodrang und westlich der Black Mountains. Es hat eine Fläche von 113,5 Hektar. Der nächstgelegene Ort ist Bajo mit ca. 5000 Einwohnern.

### Klima
Die nächstgelegene Wetterstation liegt nahe dem Phobjikha-Tal, jedoch herrschen dort sehr ähnliche klimatische Bedingungen. Die gemessenen jährlichen Höchsttemperaturen lagen für den Zeitraum von 1989 bis 2010 bei 15,5 °C und die Tiefsttemperaturen bei 3,5 °C. Der wärmste Monat war der Juli mit durchschnittlich 15,9 °C und der kälteste der Januar mit 1,7 °C. Die Sonneneinstrahlung lag bei 74 KJ/m². Die jährlichen Niederschlagsmengen lagen zwischen 94 und 2361 mm, die sich auf 69 bis 160 Regentage verteilten.

### Geologie
Das Khotokha-Tal liegt in der Surey-Formation des Thimphu-Gneis-Komplexes.

### Hydrologie
Die Zuflüsse werden in den Dörfern Sebesa, Eusa, Jalla und Rucheykh als Trinkwasser und zur landwirtschaftlichen Bewässerung genutzt. Sie münden in den Puna Tsang Chhu.

## Flora und Fauna

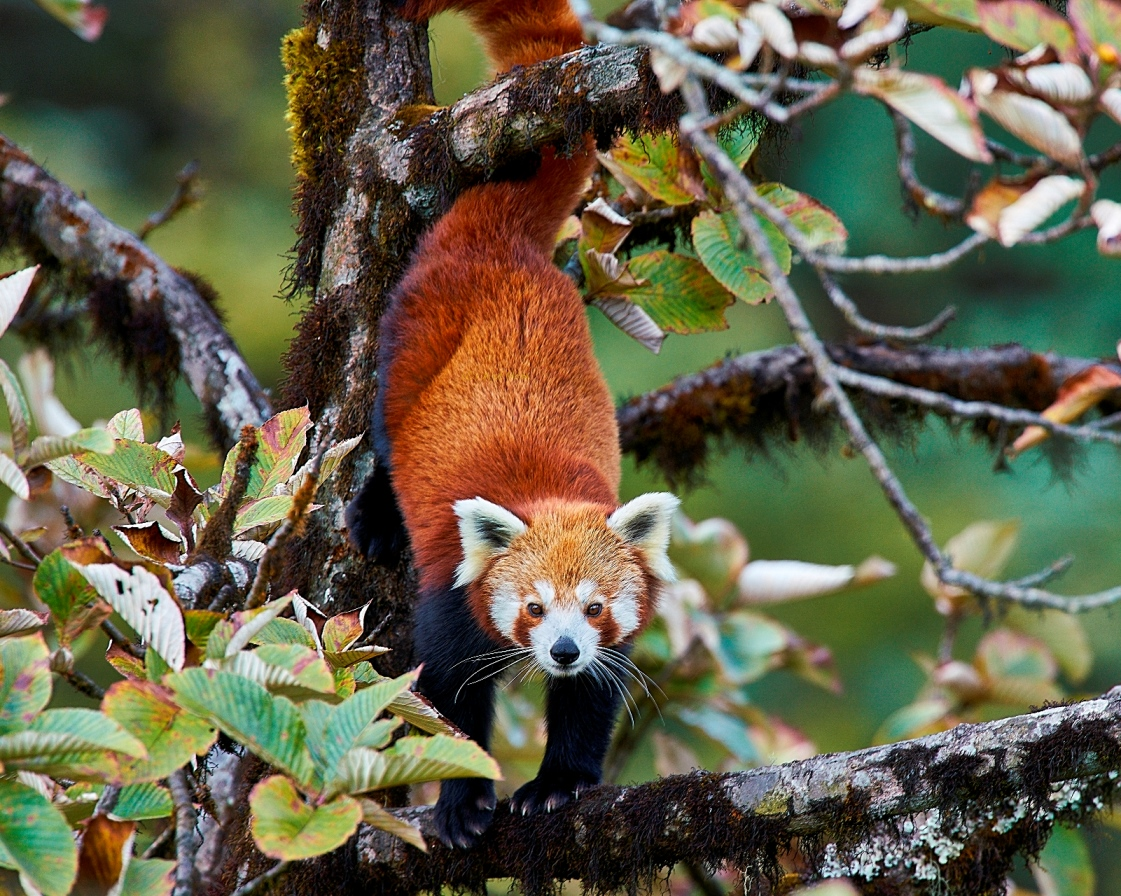
Westlicher Kleiner Panda (hier: im Singalila-Nationalpark, Westbengalen, Indien)

### Flora
Die Flora besteht hauptsächlich aus Gefäßpflanzen von denen mindestens 42 Arten gezählt wurden. Das Feuchtgebiet ist von Kiefern- und Eichenwäldern umgeben. Es wird dominiert von der Bambusart Yushania microphylla.

### Fauna
Die Fauna umfasst mindestens 47 Vogel- und 14 Säugetierarten. Zu den größeren Säugetieren zählen die von der International Union for Conservation of Nature (IUCN) als stark gefährdet eingestuften Arten Westlicher Kleiner Panda, Rothund (Unterart Cuon alpinus primaevus) und Himalaya-Moschustier sowie als gefährdete Art der Sambar. Weitere nennenswerte Säugetiere sind Leoparden, Bengalische Hanuman-Languren und Buntmarder. Bis zu 50 Schwarzhalskraniche kommen zudem jedes Jahr aus Tibet zum Überwintern in das Tal. Es ist eines von vier Überwinterungsgebieten in Bhutan. Die drei anderen sind das Phobjikha-Tal, Bumdeling und Bumthang. Die Kraniche werden von der IUCN als potentiell gefährdet eingestuft.

## Kultur
Das Khotokha-Tal ist einer der wenigen Orte in Bhutan wo noch saisonbedingte Wanderungen praktiziert werden. Die Haupteinnahmen der Bauern im Tal sind Milchwirtschaft, Kartoffelanbau und Holzfällung und die wichtigsten Kulturpflanzen Weizen, Buchweizen, Kartoffeln und Chili. Für den Reisanbau liegt das Tal dagegen zu hoch. Der im Tal natürlich wachsende Bambus wird für das Weben von Bambusmatten verwendet. Das Khotokha-Tal ist von sechs religiösen Stätten und 13 buddhistischen Tempeln umgeben. Die im Herbst in das Tal kommenden Schwarzhalskraniche gelten in Bhutan als „Vögel des Glücks“ und werden Himmelsvögel genannt mit dem Glauben, dass sie die Seelen der Verstorbenen auf dem Rücken zum Himmel tragen. Ein Ausbleiben der Vögel im Herbst gilt als schlechtes Omen.